# Bataille de Chauché
Guerre de Vendée
La bataille de Chauché se déroule lors de la guerre de Vendée. Le 2 février 1794 à Chauché, les Vendéens repoussent l'attaque d'une colonne infernale républicaine.

## La bataille
Rescapé de la Virée de Galerne, Charles Sapinaud de La Rairie regagne la Vendée et parvient à reconstituer l'Armée du Centre, il réunit 1 800 hommes. Informé de ce rassemblement, Charette, qui se cache depuis plusieurs jours à Touvois avec quelques partisans, rassemble 800 hommes et se porte à la rencontre de Sapinaud afin d'opérer une jonction avec ses troupes.
La division du général Grignon occupe alors Saint-Fulgent et Les Essarts, Grignon détache alors 500 hommes de sa colonne et un même nombre d'hommes de sa colonne de gauche part attaquer les Vendéens signalés à Chauché.
Sapinaud est attaqué à Chauché à 1 heure de l'après-midi par la première colonne envoyée par Grignon depuis Saint-Fulgent, mais le renfort de Charette permet aux Vendéens de repousser les Républicains qui perdent 30 hommes selon le rapport de Grignon,. La deuxième colonne, partie des Essarts et commandée par l'adjudant-général Lachenay, arrive en retard et n'attaque qu'à 5 heures du soir, elle est également mise en déroute et se replie sur sa position d'origine.
Le lendemain de la bataille, Grignon rallie les fuyards et se replie sur Chantonnay. Les prisonniers républicains, au moins deux selon Lucas de La Championnière, sont fusillés par les Vendéens, en représailles des massacres qu'ils ont commis,.